# Marie Noe Chřibková
Marie Noe Chřibková (* 20. ledna 1969 Opava) je spisovatelka, majitelka nakladatelství One Woman Press a odbornice na éterické oleje.

## Život
Maturovala na Střední ekonomické škole v Ostravě, kde posléze pracovala jako sekretářka na katedře výtvarné výchovy Pedagogické fakulty. V létě 1989 se odstěhovala do Prahy kvůli studiu francouzštiny a angličtiny na Státní jazykové škole. V následujících letech pracovala na různých pozicích, např. jako asistentka v týdenících The Prague Post a Respekt. Je vdaná a má syna.
Od roku 2005 se profesionálně věnuje také aromaterapii, specializuje se na éterické oleje a jejich praktické a bezpečné použití, poskytuje konzultace, píše články a přednáší.

## One Woman Press
V roce 1997 založila nakladatelství One Woman Press (OWP), které se specializuje na literaturu reflektující roli žen ve společnosti a rodině. Zpočátku vydávala zejména překladovou beletrii a feministické tituly, postupně přidala tituly o zodpovědném přístupu k těhotenství a porodu, tituly spojené s aromaterapií a ženami v duchovním světě. Ve svém nakladatelství dosud vydala 78 knih.
V devadesátých letech uspořádala Marie Chřibková, Josef Chuchma a Eva Klimentová sborník Nové čtení světa: feminismus 90. let českýma očima, ve kterém zmapovali povědomí o feminismu v Čechách. Oslovení autoři a autorky uvažovali nad daným tématem, poskytovali vlastní zkušenosti, informovali o situaci ve svém oboru a ve svém okolí.

### Vybrané tituly vydané OWP
- 1997 – Virginia Woolf: Vlny, překl. Martin Pokorný
- 1998 – Virginia Woolf: Vlastní pokoj, překl. Martin Pokorný
- 1999 – Nové čtení světa: feminismus 90. let českýma očima (sborník; ed. Josef Chuchma, Marie Chřibková, Eva Klimentová)
- 2000 – Virginia Woolf: Vlastní pokoj / Tři gunineje, překl. Martin Pokorný, Stanislava Pošustová
- 2001 – Germaine Greer: Eunuška, překl. Pavla Jonsson (druhé vydání vyšlo v r. 2019)
- 2002 – Neviditelná žena: antologie současného amerického myšlení o feminismu, dějinách a vizualitě (sborník; ed. Martina Pachmanová, překl. Martina Pachmanová, Lucie Vidmar)
- 2012 – Khandro Rinpočhe: Tento drahocenný život, překl. Eva Madarászová
- 2015 – Tsultrim Allione: Moudré ženy,[3] překl. Eva Klimentová, Barbora Sojková, Lukáš Chmelík
- 2015 – Dorothee Sölle: Mystika a vzdor, překl. Ruth Jochanan Weiniger
- 2019 – Michaela Haas: Moc a síla dákiní, překl. Hana Tisserand, Eva Klimentová, Eva Samih Madarászová

## Dílo
- Marie Chřibková: Počítač pro ženy, 2000
- Marie Noe: Dobré věci nejsou špatné, 2011
- Marie Noe: Aromaterapie do kapsy, 2014
- Marie Noe: Aromaterapie do kapsy 2; druhé, rozšířené, doplněné a revidované vydání, 2023

### Editorka
- Marie Chřibková: Nové čtení světa,[4] 1999
- Marie Chřibková: Vůně života, zde i překladatelka, 2005